# Otto Ruge
Pour les articles homonymes, voir Ruge.
Otto Ruge (né le 9 janvier 1882 et mort le 15 août 1961) est un général norvégien qui a joué un rôle important en tant que commandant en chef des Forces armées royales au moment de l'attaque allemande contre la Norvège.

## Biographie
Otto Ruge suit ses études secondaires à l'École de la cathédrale d'Oslo.
Le général Ruge prit la fonction de commandant en chef à la place du général Kristian Laake : celui-ci, qui était supposé partir à la retraite quelques jours après l'attaque allemande, avait montré une attitude défaitiste et avait été relevé de son commandement.
Le général Ruge persuada le gouvernement de combattre l'invasion. Il était convaincu que le combat était nécessaire pour le pays, mais assez pragmatique pour comprendre qu'une aide étrangère était nécessaire. La tâche était rude : il ne commandait qu'une armée partiellement mobilisée, et la Norvège avait déjà perdu le contrôle des principales villes aux premiers jours de l'attaque. De plus, les Allemands avaient la supériorité aérienne. Ainsi, dans la confusion, il perdit par manque de coordination l'un des régiments disponibles, déjà peu nombreux, le 3e régiment d'infanterie : son commandant s'était rendu sans qu'un seul coup de feu soit tiré, parce qu'il croyait à tort être cerné.
La stratégie principale de Ruge était de se retirer lentement vers le nord et d'établir une ligne de défense au sud de Trondheim en attendant que les Alliés reprennent la ville. Cependant, les Alliés lancèrent les renforts sur Trondheim trop tard, et trop loin de leur destination.
Le général Ruge fut évacué après la chute du sud de la Norvège, et participa à la bataille de Narvik.
Après le retrait des forces alliées, il resta en Norvège pour négocier la reddition du reste de l'armée norvégienne. Il fut arrêté par les Allemands et envoyé en Allemagne pendant le restant de la guerre.
Après la guerre, il fut à nouveau nommé commandant en chef, mais tomba en disgrâce auprès de ses supérieurs. Ses mémoires de la campagne de 1940 furent publiés sous le titre Felttoget 1940.
Il reçut la grand croix de chevalier de l'ordre royal de Saint-Olaf et reçut le collier du même ordre, pour services rendus à son pays. Il meurt en 1961.